# (G,X)-Struktur
In der Mathematik geben (G,X)-Strukturen (auch lokal homogene Strukturen oder geometrische Strukturen) eine Möglichkeit, topologische Mannigfaltigkeiten mit geometrischen Strukturen im Sinne des Erlanger Programms von Felix Klein zu versehen. Dieser Ansatz wird unter anderem in der Geometrisierung von 3-Mannigfaltigkeiten und in der Darstellungstheorie von Gruppen benutzt.

## (G,X)-Strukturen
Es sei {\displaystyle G} eine Lie-Gruppe und {\displaystyle X} ein transitiver G-Raum.
Eine {\displaystyle \left(G,X\right)}-Mannigfaltigkeit ist eine Mannigfaltigkeit {\displaystyle M} mit einem {\displaystyle \left(G,X\right)}-Atlas {\displaystyle \left\{\left(U_{i},\phi _{i}\right):i\in I\right\}}, also einer Überdeckung durch offene Mengen
{\displaystyle M=\bigcup _{i\in I}U_{i}}
zusammen mit Homöomorphismen
{\displaystyle \phi _{i}\colon U_{i}\rightarrow \phi _{i}\left(U_{i}\right)\subset X}
auf offene Teilmengen von {\displaystyle X}, so dass alle Koordinatenübergänge
{\displaystyle \gamma _{ij}=\phi _{i}\phi _{j}^{-1}\colon \phi _{j}\left(U_{i}\cap U_{j}\right)\rightarrow \phi _{i}\left(U_{i}\cap U_{j}\right)}
Einschränkungen von Elementen aus {\displaystyle G} sind.

## Entwicklungsabbildung und Holonomie

### Entwicklungsabbildung
Fixiere einen Basispunkt {\displaystyle x_{0}\in M} und eine Karte {\displaystyle \left(U_{0},\phi _{0}\right)} mit {\displaystyle x_{0}\in U_{0}}. Sei
{\displaystyle \pi :{\widetilde {M}}\rightarrow M}
die universelle Überlagerung.
Diese Daten legen eine Abbildung (die sogenannte Entwicklungsabbildung)
{\displaystyle dev:{\widetilde {M}}\rightarrow X}
fest, die für jeden Weg mit der analytischen Fortsetzung entlang des Weges übereinstimmt.
Für anders gewählte Ausgangsdaten {\displaystyle x_{0}} und {\displaystyle \left(U_{0},\phi _{0}\right)} ändert sich die Entwicklungsabbildung nur um die Anwendung eines Elementes aus {\displaystyle G}.

### Vollständigkeit
Die Entwicklungsabbildung ist ein lokaler Homöomorphismus. Eine {\displaystyle (G,X)}-Mannigfaltigkeit heißt vollständig, wenn ihre Entwicklungsabbildung surjektiv ist. Falls {\displaystyle X} einfach zusammenhängend ist, ist dann jede vollständige {\displaystyle (G,X)}-Mannigfaltigkeit von der Form {\displaystyle M=\Gamma \backslash X} für eine diskrete Untergruppe {\displaystyle \Gamma \subset G}.
Es wirke {\displaystyle G} durch analytische Diffeomorphismen mit kompakten Stabilisatoren auf {\displaystyle X}. Dann gibt es auf jeder {\displaystyle (G,X)}-Mannigfaltigkeit {\displaystyle M} eine {\displaystyle G}-invariante Riemannsche Metrik und die folgenden Bedingungen sind äquivalent:
- {\displaystyle M} ist ein vollständiger metrischer Raum.
- Es gibt ein {\displaystyle \epsilon >0}, so dass alle abgeschlossenen {\displaystyle \epsilon }-Kugeln kompakt sind.
- Alle abgeschlossenen Kugeln sind kompakt.
- Es gibt eine Familie kompakter Mengen {\displaystyle \left\{S_{t}:t\in \mathbb {R} \right\}} mit {\displaystyle M=\cup _{t}S_{t}}, so dass für alle {\displaystyle a,t} die {\displaystyle a}-Umgebung von {\displaystyle S_{t}} in {\displaystyle S_{t+a}} enthalten ist.

Insbesondere sind in diesem Fall abgeschlossene {\displaystyle (G,X)}-Mannigfaltigkeiten stets vollständig.

### Holonomie
Für
{\displaystyle \sigma \in \pi _{1}\left(M,x_{0}\right)}
gibt analytische Fortsetzung entlang eines {\displaystyle \sigma } repräsentierenden geschlossenen Weges eine mit {\displaystyle \phi _{0}} vergleichbare Karte {\displaystyle \phi _{0}^{\sigma }}, denn beide sind auf einer Teilmenge von {\displaystyle U_{0}} definiert. Sei
{\displaystyle g_{\sigma }\in G},
so dass
{\displaystyle \phi _{0}^{\sigma }=g_{\sigma }\phi _{0}}.
Die Abbildung
{\displaystyle H:\pi _{1}\left(M,x_{0}\right)\rightarrow G}
{\displaystyle H\left(\sigma \right)=g_{\sigma }}
ist ein Gruppenhomomorphismus und heißt die Holonomie der {\displaystyle (G,X)}-Struktur.
Nach Konstruktion ist die Entwicklungsabbildung äquivariant bzgl. des Holonomie-Homomorphismus, d. h. es gilt
{\displaystyle dev(\sigma x)=H(\sigma )dev(x)\ \forall x\in {\widetilde {M}},\sigma \in \pi _{1}(M,x_{0})}.
Für anders gewählte Ausgangsdaten {\displaystyle x_{0}} und {\displaystyle \left(U_{0},\phi _{0}\right)} ändert sich die Holonomie nur um Konjugation mit einem Element aus {\displaystyle G}. Man hat also eine Abbildung
{\displaystyle hol:\left\{(G,X)-{\mbox{Strukturen auf}}\ M\right\}\to Hom(\pi _{1}M,G)/conj}.

## Bündel-Interpretation (Satz von Ehresmann-Thurston-Weil)
Einer {\displaystyle (G,X)}-Struktur auf {\displaystyle M} mit (G,X)-Atlas{\displaystyle \left\{\left(U_{i},\phi _{i}\right)\right\}} und Koordinatenübergängen {\displaystyle \gamma _{ij}} kann man ein Faserbündel
{\displaystyle X\to E\to M}
zuordnen, dessen Übergangsabbildungen gerade die {\displaystyle \gamma _{ij}} sind. In dieser Interpretation entspricht die Entwicklungsabbildung einem Schnitt {\displaystyle F\colon M\to E}. Das Bündel {\displaystyle E} ist also ein flaches Bündel mit Monodromie {\displaystyle H}.
Umgekehrt entspricht ein Schnitt {\displaystyle F\colon M\to E} genau dann einer {\displaystyle (G,X)}-Struktur, wenn er transversal zu den durch {\displaystyle \left\{U_{i}\times \left\{x\right\}:x\in X\right\}} definierten Blätterungen ist.
Weil Transversalität eine offene Bedingung ist, folgt daraus, dass {\displaystyle hol} ein lokaler Homöomorphismus ist.

## Beispiele

### Modellgeometrien
Eine Modellgeometrie ist eine differenzierbare Mannigfaltigkeit {\displaystyle X} mit einer differenzierteren Wirkung einer Lie-Gruppe {\displaystyle G}, die den folgenden Bedingungen genügt:
- {\displaystyle X} ist zusammenhängend und einfach zusammenhängend
- {\displaystyle G} wirkt transitiv mit kompakten Stabilisatoren (insbesondere gibt es auf {\displaystyle X} eine {\displaystyle G}-invariante Riemannsche Metrik)
- {\displaystyle G} ist maximal unter Gruppen, die durch Diffeomorphismen mit kompakten Stabilisatoren auf {\displaystyle X} wirken
- es gibt mindestens eine kompakte {\displaystyle (G,X)}-Mannigfaltigkeit.

Aus der letzten Bedingung folgt insbesondere, dass {\displaystyle G} unimodular sein muss. Es gibt zahlreiche Paare {\displaystyle (G,X)}, die alle Bedingungen mit Ausnahme der letzten erfüllen, zum Beispiel {\displaystyle G=X=Aff(\mathbb {R} ^{2})}, die Lie-Gruppe der affinen Abbildungen der euklidischen Ebene.

#### 2-dimensionale Modellgeometrien
2-dimensionale Modellgeometrien wurden von Cartan klassifiziert, es handelt sich um die 2-dimensionale Sphäre, die euklidische Ebene und die hyperbolische Ebene, jeweils mit ihren vollen Isometriegruppen.

#### 3-dimensionale Modellgeometrien
3-dimensionale Modellgeometrien wurden von Thurston klassifiziert. Es gibt acht 3-dimensionale Modellgeometrien, wobei {\displaystyle G} jeweils die Isometriegruppe der homogenen Metrik ist:
- den euklidischen Raum {\displaystyle \mathbb {R} ^{3}},
- die dreidimensionale Sphäre {\displaystyle S^{3}} (Oberfläche einer vierdimensionalen Kugel),
- den hyperbolischen Raum {\displaystyle \mathbb {H} ^{3}},
- das Produkt von 2-Sphäre und Gerade, {\displaystyle S^{2}\times \mathbb {R} },
- das Produkt von hyperbolischer Ebene und Gerade, {\displaystyle H^{2}\times \mathbb {R} },
- {\displaystyle {\tilde {\mathrm {SL} }}(2,\mathbb {R} )}, der universellen Überlagerung der speziellen linearen Gruppe {\displaystyle \mathrm {SL} (2,\mathbb {R} )}
- die Heisenberg-Gruppe {\displaystyle Nil}
- die 3-dimensionale auflösbare Lie-Gruppe {\displaystyle Sol}.

#### 4-dimensionale Modellgeometrien
4-dimensionale Modellgeometrien wurden von Filipkiewicz klassifiziert.

### Affine Mannigfaltigkeiten
Affine Mannigfaltigkeiten sind {\displaystyle (G,X)}-Mannigfaltigkeiten für {\displaystyle X=\mathbb {R} ^{n}} und {\displaystyle G} die Gruppe der affinen Abbildungen. Die (für n=3 von Fried und Goldman bewiesene) Auslander-Vermutung besagt, dass die Fundamentalgruppe kompakter affiner Mannigfaltigkeiten polyzyklisch ist.

### Konforme Mannigfaltigkeiten
Eine konforme Struktur ist eine {\displaystyle (G,X)}-Struktur mit {\displaystyle X=S^{n}=\partial _{\infty }H^{n}} und {\displaystyle G=O^{+}(n+1,1)}.

### Projektive Mannigfaltigkeiten
Projektive Mannigfaltigkeiten sind {\displaystyle (G,X)}-Mannigfaltigkeiten für {\displaystyle (G,X)=(PGL(n+1,\mathbb {R} ),\mathbb {R} P^{n})}. In diesem Fall entsprechen die {\displaystyle (G,X)}-Strukturen den flachen projektiven Zusammenhängen.
Komplex projektive Mannigfaltigkeiten sind {\displaystyle (G,X)}-Mannigfaltigkeiten für {\displaystyle (G,X)=(PGL(n+1,\mathbb {C} ),\mathbb {C} P^{n})}.

### Fahnenstruktur
Eine Fahnenstruktur ist eine {\displaystyle (G,X)}-Struktur mit {\displaystyle G=GL(n,\mathbb {R} )} und {\displaystyle X=G/P} die Fahnenmannigfaltigkeit, d. h. der Raum der vollständigen Fahnen im {\displaystyle \mathbb {R} ^{n}}, mit der kanonischen Wirkung von {\displaystyle GL(n,\mathbb {R} )} und Stabilisator {\displaystyle P} die Untergruppe der oberen Dreiecksmatrizen.

### Hierarchien von Geometrien
Wenn {\displaystyle \iota \colon G\to G^{\prime }} ein Homomorphismus und {\displaystyle j\colon X\to X^{\prime }} ein {\displaystyle \iota }-äquivarianter lokaler Diffeomorphismus ist, dann ist jede {\displaystyle (G,X)}-Mannigfaltigkeit automatisch auch eine {\displaystyle (G^{\prime },X^{\prime })}-Mannigfaltigkeit.
Zum Beispiel zeigt das Beltrami-Klein-Modell der hyperbolischen Geometrie, dass jede hyperbolische Mannigfaltigkeit automatisch auch eine projektive Mannigfaltigkeit ist. Auch die anderen 3-dimensionalen Thurston-Geometrien mit Ausnahme von {\displaystyle S^{2}\times \mathbb {R} } und {\displaystyle H^{2}\times \mathbb {R} } lassen sich als Teilmenge der projektiven Geometrie interpretieren.

## Nachweise
1. ↑  R. P. Filipkiewicz: Four-dimensional geometries, Ph.D. Thesis, Univ. Warwick, Coventry, 1984; per bibl.
2. ↑  C. T. C. Wall: Geometries and geometric structures in real dimension 4 and complex dimension 2. Geometry and topology (College Park, Md., 1983/84), 268–292, Lecture Notes in Math., 1167, Springer, Berlin, 1985